# 88-й гвардейский истребительный авиационный полк
88-й гвардейский истребительный авиационный Краковский ордена Богдана Хмельницкого полк (88-й гв. иап) — воинская часть Военно-воздушных сил (ВВС) Вооружённых Сил РККА, принимавшая участие в боевых действиях Великой Отечественной войны.

## Наименования полка
За весь период своего существования полк несколько раз менял своё наименование:
- 166-й истребительный авиационный полк;
- 88-й гвардейский истребительный авиационный полк;
- 88-й гвардейский истребительный авиационный ордена Богдана Хмельницкого полк;
- 88-й гвардейский истребительный авиационный Краковский ордена Богдана Хмельницкого полк;
- Полевая почта 26218.

## Создание полка
88-й гвардейский истребительный авиационный полк образован 1 мая 1943 года путём переименования 166-го истребительного авиационного полка в гвардейский за образцовое выполнение боевых задач и проявленные при этом мужество и героизм на основании Приказа НКО СССР.

## Расформирование полка
88-й гвардейский Краковский ордена Богдана Хмельницкого истребительный авиационный полк был расформирован в марте 1947 года в связи с сокращением Вооружённых сил после войны.

## В действующей армии
В составе действующей армии:
- с 12 мая 1943 года по 11 мая 1945 года, итого — 730 дней,

Всего 730 дней

## Командиры полка
- капитан Козлов[4], 10.1940 — 1941
- майор Семёнов Константин Андрианович[4], 1941—1942
- капитан Четвертак Константин Касьянович (погиб)[4], 01.06.1942 — 19.07.1942
- гвардии майор Римша Стефан Стефанович (погиб)[4], 23.07.1942 — 08.07.1943
- гвардии майор Бабков Василий Петрович[4], 22.07.1943 — 28.12.1944
- гвардии подполковник Злыгостев Иван Семёнович[4], 30.12.1944 — 31.12.1945

## В составе соединений и объединений
| Период        | Фронт (округ)            | армия               | корпус                                | дивизия                                            | примечание                            |
| ------------- | ------------------------ | ------------------- | ------------------------------------- | -------------------------------------------------- | ------------------------------------- |
| 01.05.1943 г. | Резерв ставки ВГК        |                     | 5-й истребительный авиационный корпус | 8-я гвардейская истребительная авиационная дивизия | Полк преобразован в гвардейский, Ла-5 |
| 12.05.1943 г. | Воронежский фронт        | 2-я воздушная армия | 5-й истребительный авиационный корпус | 8-я гвардейская истребительная авиационная дивизия | Ла-5                                  |
| 20.10.1943 г. | 1-й Украинский фронт     | 2-я воздушная армия | 5-й истребительный авиационный корпус | 8-я гвардейская истребительная авиационная дивизия | Ла-5                                  |
| 01.03.1945 г. | 1-й Украинский фронт     | 2-я воздушная армия | 5-й истребительный авиационный корпус | 8-я гвардейская истребительная авиационная дивизия | перевооружён на Ла-7                  |
| 10.06.1945 г. | Центральная группа войск | 2-я воздушная армия | 5-й истребительный авиационный корпус | 8-я гвардейская истребительная авиационная дивизия | перевооружён на Ла-7                  |
| 25.03.1947 г. | Центральная группа войск | 2-я воздушная армия | 5-й истребительный авиационный корпус | 8-я гвардейская истребительная авиационная дивизия | Ла-7, аэр. Секешфехервар, Венгрия     |

## Участие в операциях и битвах
- Воздушные сражения на Кубани с апреля 1943 года по июнь 1943 года
- Курская битва с 5 июля 1943 года по 23 августа 1943 года
- Белгородско-Харьковская операция «Румянцев» с 3 августа 1943 года по 23 августа 1943 года
- Черниговско-Припятская операция[5] с 26 августа 1943 года по 30 сентября 1943 года.
- Киевская операция с 3 ноября 1943 года по 22 декабря 1943 года
- Гомельско-Речицкая операция с 10 ноября 1943 года по 30 ноября 1943 года.
- Житомирско-Бердичевская операция[5] с 24 декабря 1943 года по 14 января 1944 года
- Корсунь-Шевченковская операция[5] с 24 января 1944 года по 17 февраля 1944 года.
- Ровно-Луцкая операция[5] с 27 января 1944 года по 11 февраля 1945 года.
- Проскуровско-Черновицкая операция[5] с 4 марта 1944 года по 17 апреля 1944 года
- Львовско-Сандомирская операция[5] с 13 июля 1944 года по 29 августа 1944 года.
- Карпатско-Дуклинская операция[6] с 8 сентября 1944 года по 28 октября 1944 года.
- Сандомирско-Силезская операция[6] с 12 января 1945 года по 23 февраля 1945 года
- Нижне-Силезская наступательная операция[6] с 3 февраля 1945 года по 30 марта 1945 года
- Верхне-Силезская наступательная операция[6] с 15 марта 1945 года по 31 марта 1945 года
- Берлинская операция[6] с 16 апреля 1945 года по 8 мая 1945 года.
- Пражская операция[6] с 6 мая 1945 года по 11 мая 1945 года.

## Почётные наименования
88-му гвардейскому ордена Богдана Хмельницкого II степени истребительному авиационному полку за отличие в боях за овладение городом Краков 19 февраля 1945 года присвоено почётное наименование «Краковский»

## Награды
За образцовое выполнение заданий командования в боях с немецкими захватчиками, за овладение городами Перемышль и Ярослав и проявленные при этом доблесть и мужество 88-й гвардейский истребительный авиационный полк награждён орденом Богдана Хмельницкого II степени

## Благодарности Верховного Главнокомандующего

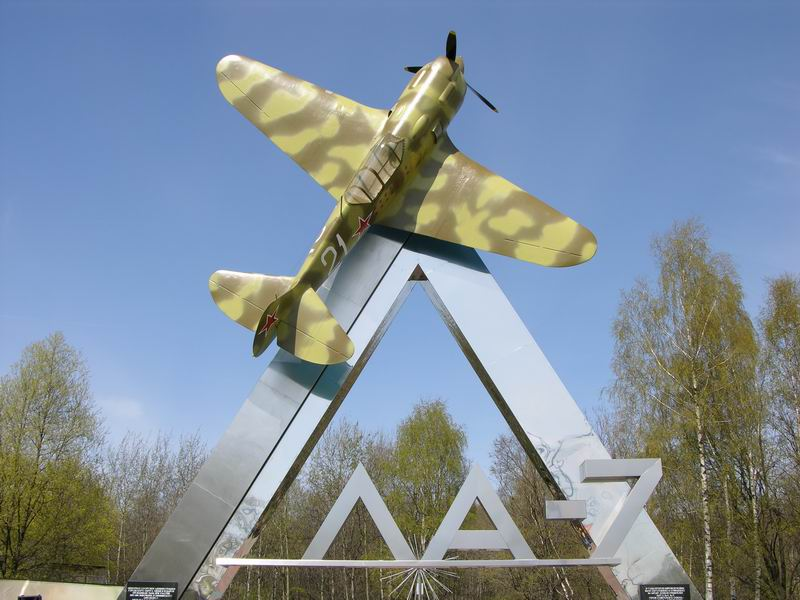
Ла-7

- За овладение столицей Украины городом Киев[9]
- За овладение городом Кременец — мощной естественной крепостью на хребте Кременецких гор, усиленной немцами развитой сетью искусственных оборонительных сооружений[10]
- За овладение городом и оперативно важным железнодорожным узлом Чертков, городом Гусятин, городом и железнодорожным узлом Залещики на реке Днестр и освобождении более 400 других населённых пунктов[11]
- За выход на государственную границу с Чехословакией и Румынией на фронте протяжением до 200 километров, овладении городом Серет и занятие свыше 30 других населённых пунктов на территории Румынии[12]
- За овладение областным центром Украины городом Тарнополь — крупным железнодорожным узлом и сильным опорным пунктом обороны немцев на львовском направлении[13]
- За овладение городами Порицк, Горохов, Радзехов, Броды, Золочев, Буек, Каменка, городом и крупным железнодорожным узлом Красное и занятии свыше 600 других населённых пунктов[14]
- За овладение важным хозяйственно-политическим центром и областным городом Украины Львов — крупным железнодорожным узлом и стратегически важным опорным пунктом обороны немцев, прикрывающим пути к южным районам Польши[15]
- За овладение городом и крепостью Перемышль и городом Ярослав — важными узлами коммуникаций и мощными опорными пунктами обороны немцев, прикрывающими пути на Краков[16]
- За овладение городом Дембица — крупным центром авиационной промышленности и важным узлом коммуникаций на краковском направлении[17]
- За овладение городами Ченстохова, Пшедбуж и Радомско[18]
- За овладение городом Краков[19]
- За овладение центром Силезского промышленного района городом Глейвиц и в Польше городом Хжанув[20]
- За овладение городом Гинденбург[21]
- За овладение городами Сосновец, Бендзин, Домброва-Гурне, Челядзь и Мысловице — крупными центрами Домбровского угольного района[22]
- За овладение в Домбровском угольном районе городами Катовице, Семяновиц, Крулевска Гута (Кенигсхютте), Миколув (Николаи) и в Силезии городом Беутен[23]
- За овладение городами Олау, Бриг, Томаскирх, Гротткау, Левен и Шургаст — важными узлами коммуникаций и сильными опорными пунктами обороны немцев на западном берегу Одера[24]
- За разгром окружённой группировки противника юго-западнее Оппельна и овладении в Силезии городами Нойштадт, Козель, Штейнау, Зюльц, Краппитц, Обер-Глогау, Фалькенберг[25]
- За овладение в Силезии, западнее Одера, городами Нейссе и Леобшютц[26]
- За овладение городами Ратибор и Бискау[27]
- За овладение городами Котбус, Люббен, Цоссен, Беелитц, Лукенвальде, Тройенбритцен, Цана, Мариенфельде, Треббин, Рангсдорф, Дидерсдорф, Тельтов и вход с юга в столицу Германии Берлин[28]
- За овладение городам Виттенберг — важным опорным пунктом обороны немцев на реке Эльба[29]
- За овладение городом и крепостью Бреславль (Бреслау)[30]

## Отличившиеся воины полка
- Горовец Александр Константинович, гвардии старший лейтенант, заместитель командира эскадрильи 88-го гвардейского истребительного авиационного полка 8-й гвардейской истребительной авиационной дивизии 5-го истребительного авиационного корпуса 2-й воздушной армии 28 сентября 1943 года Указом Верховного Совета СССР удостоен звания Герой Советского Союза. Посмертно
- Левитан Владимир Самойлович, гвардии капитан, командир эскадрильи 88-го гвардейского истребительного авиационного полка 8-й гвардейской истребительной авиационной дивизии 5-го истребительного авиационного корпуса 2-й воздушной армии 26 октября 1944 года Указом Верховного Совета СССР удостоен звания Герой Советского Союза. Золотая Звезда № 4607
- Мишустин Василий Иванович, гвардии майор, командир эскадрильи 88-го гвардейского истребительного авиационного полка 8-й гвардейской истребительной авиационной дивизии 5-го истребительного авиационного корпуса 2-й воздушной армии 27 июня 1945 года Указом Верховного Совета СССР удостоен звания Герой Советского Союза. Золотая Звезда № 6580
- Монетов Николай Александрович, командир звена[31], полковник в отставке, Указом Президента Российской Федерации № 1036 от 11 октября 1995 года за мужество и героизм, проявленные в борьбе с немецко-фашистскими захватчиками в Великой Отечественной войне 1941—1945 годов присвоено звание Героя Российской Федерации со вручением медали «Золотая звезда», медаль № 229. Посмертно.
- Никоноров Пётр Михайлович, гвардии  лейтенант, командир звена 88-го гвардейского истребительного авиационного полка 8-й гвардейской истребительной авиационной дивизии 5-го истребительного авиационного корпуса 2-й воздушной армии 1 июля 1944 года Указом Верховного Совета СССР удостоен звания Герой Советского Союза. Золотая Звезда № 1969

## Статистика боевых действий
Всего за годы Великой Отечественной войны полком:
| Выполнено боевых вылетов | Сбито самолётов в воздухе | Уничтожено самолётов всего |
| ------------------------ | ------------------------- | -------------------------- |
| 8037                     | 296                       | 357                        |

Свои потери:
| Потеряно самолётов, всего | Погибло лётчиков всего | Погибло лётчиков в воздушных боях | Не вернулись с боевого задания | Погибло при налётах и прочие небоевые потери | Погибло в авиакатастрофах и умерло от ран |
| ------------------------- | ---------------------- | --------------------------------- | ------------------------------ | -------------------------------------------- | ----------------------------------------- |
| 130                       | 54                     | 18                                | 30                             | 0                                            | 6                                         |

## Самолёты на вооружении
| Период      | Самолёты |
| ----------- | -------- |
| 1940 — 1941 | И-16     |
| 1941 — 1943 | ЛаГГ-3   |
| 1943 — 1945 | Ла-5     |
| 1944 — 1947 | Ла-7     |

## Базирование
- Гётцендорф-ан-дер-Лайта, Австрия, 5.45 — 12.45
- Секешфехервар, Венгрия, 12.45 — 25.3.47